# Vân Trình
Vân Trình là một xã thuộc huyện Thạch An, tỉnh Cao Bằng, Việt Nam.

## Địa lý
Xã Vân Trình nằm ở phía bắc huyện Thạch An, có vị trí địa lý:
- Phía đông giáp xã Thụy Hùng
- Phía tây giáp xã Thái Cường
- Phía nam giáp xã Lê Lai
- Phía bắc giáp huyện Hòa An và huyện Quảng Hòa.

Xã Vân Trình có diện tích 42 km², dân số năm 2019 là 2.515 người, mật độ dân số đạt 60 người/km².
Trên địa bàn xã Vân Trình có núi Nà Phạc, trên núi có hang Nà Phạc, bên cạnh đó còn có một số núi như Lũng Mu, Lũng Mò, Lũng Sảng. Suối Tát Sáng chảy qua địa bàn của xã.

## Lịch sử
Địa bàn xã Vân Trình hiện nay trước đây vốn là hai xã Vân Trình và Thị Ngân thuộc huyện Thạch An.
Ngày 9 tháng 9 năm 2019, Hội đồng Nhân dân tỉnh Cao Bằng ban hành Nghị quyết số 27/NQ-HĐND về việc sáp nhập một số xóm thuộc hai xã Thị Ngân và Vân Trình.
Trước khi sáp nhập, xã Vân Trình có diện tích 22,40 km², dân số là 1.684 người, mật độ dân số đạt 75 người/km², có 6 xóm: Bó Dường, Hồng Sơn, Lũng Mằn, Lũng Xỏm, Nà Ảng, Phạc Sliến. Xã Thị Ngân có diện tích 19,60 km², dân số là 831 người, mật độ dân số đạt 42 người/km², có 3 xóm: Bản Cắn, Bản Nuồng, Nà Tán.
Ngày 10 tháng 1 năm 2020, Ủy ban Thường vụ Quốc hội ban hành Nghị quyết số 864/NQ-UBTVQH14 về việc sắp xếp các đơn vị hành chính cấp huyện, cấp xã thuộc tỉnh Cao Bằng (nghị quyết có hiệu lực từ ngày 1 tháng 2 năm 2020). Theo đó, sáp nhập toàn bộ diện tích và dân số của xã Thị Ngân vào xã Vân Trình.

## Hành chính
Xã Vân Trình được chia thành 9 xóm: Bản Cắn, Bản Nuồng, Bó Dường, Hồng Sơn, Lũng Mằn, Lũng Xỏm, Nà Ảng, Nà Tán, Phạc Sliến.